# Trufa

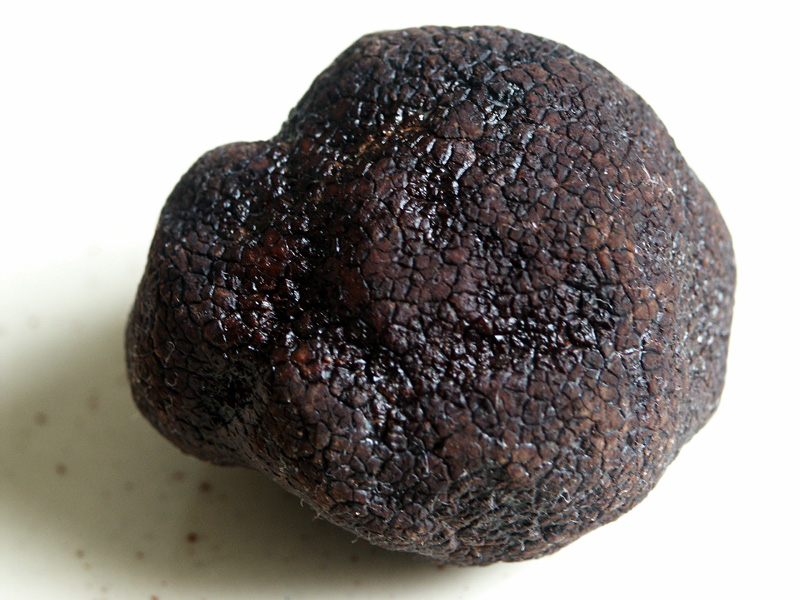
Trufa negra (en)

Trufa é a denominação popular dada ao ascoma (corpo frutífero) de um fungo ascomiceto subterrâneo e pertencente ao gênero Tuber, da família Tuberaceae. Mais de cem outros gêneros de fungos são classificados como trufas, incluindo Geopora, Peziza, Choiromyces e Leucangium. Esses gêneros pertencem à classe Pezizomycetes e à ordem Pezizales. Alguns fungos semelhantes a trufas mas pertencentes aos basidiomicetos, como Rhizopogon [en] e Glomus, são excluídos da ordem Pezizales.
As trufas são fungos ectomicorrízicos, encontrados em estreita associação com raízes de árvores. A dispersão de esporos ocorre por meio de fungívoros, animais que se alimentam de fungos. Esses fungos desempenham papéis ecológicos importantes no ciclo de nutrientes e na tolerância à seca.
Algumas espécies de trufas são valorizadas como alimento. As trufas comestíveis são usadas na culinária italiana, francesa e em outras cozinhas de alta gastronomia. As trufas podem ser cultivadas ou colhidas em ambientes naturais.
A trufa nasce sob a terra a uma profundidade de 20 a 40 cm, próximo à raiz de carvalhos e castanheiras. Possuem aspecto de mármore negro e bege. O trufeiro, especialista em trufas, é quem revolve a terra e retira a trufa do solo sem quebrá-la nem ferir-lhe a superfície. A colheita também pode ser feita recorrendo a porcos ou cães adestrados que as podem localizar por meio do olfato.

## Taxonomia

### Espécies

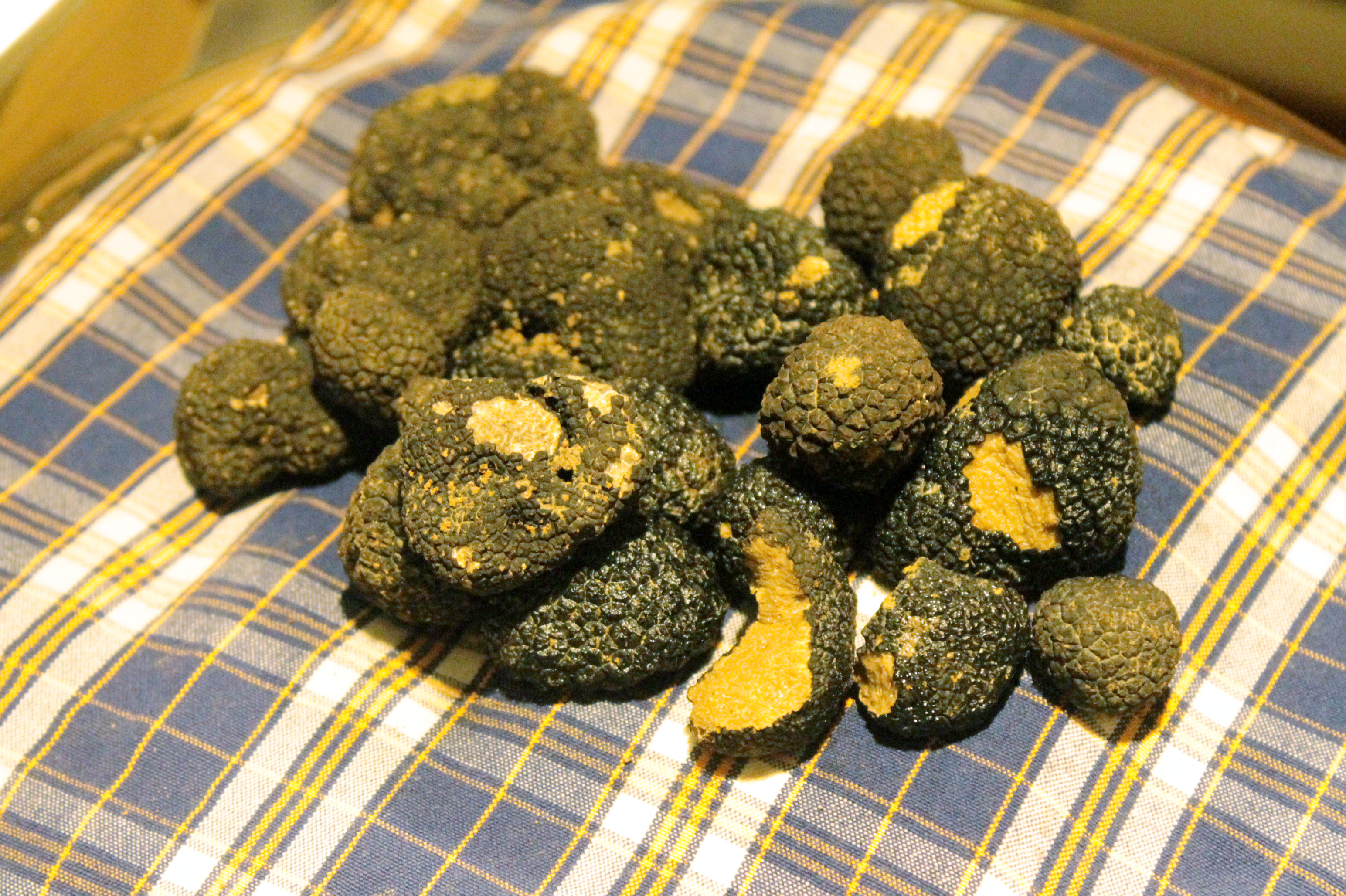
Trufas negras de San Miniato

#### Negra
A trufa negra (Tuber melanosporum) é a segunda espécie mais valiosa comercialmente. Também é conhecida como trufa negra de Périgord, em homenagem à região de Périgord, na França. As trufas negras estão associadas a carvalhos, avelaneiras, cerejeiras e outras árvores decíduas, sendo colhidas no final do outono e inverno. A sequência do genoma da trufa negra foi publicada em março de 2010.

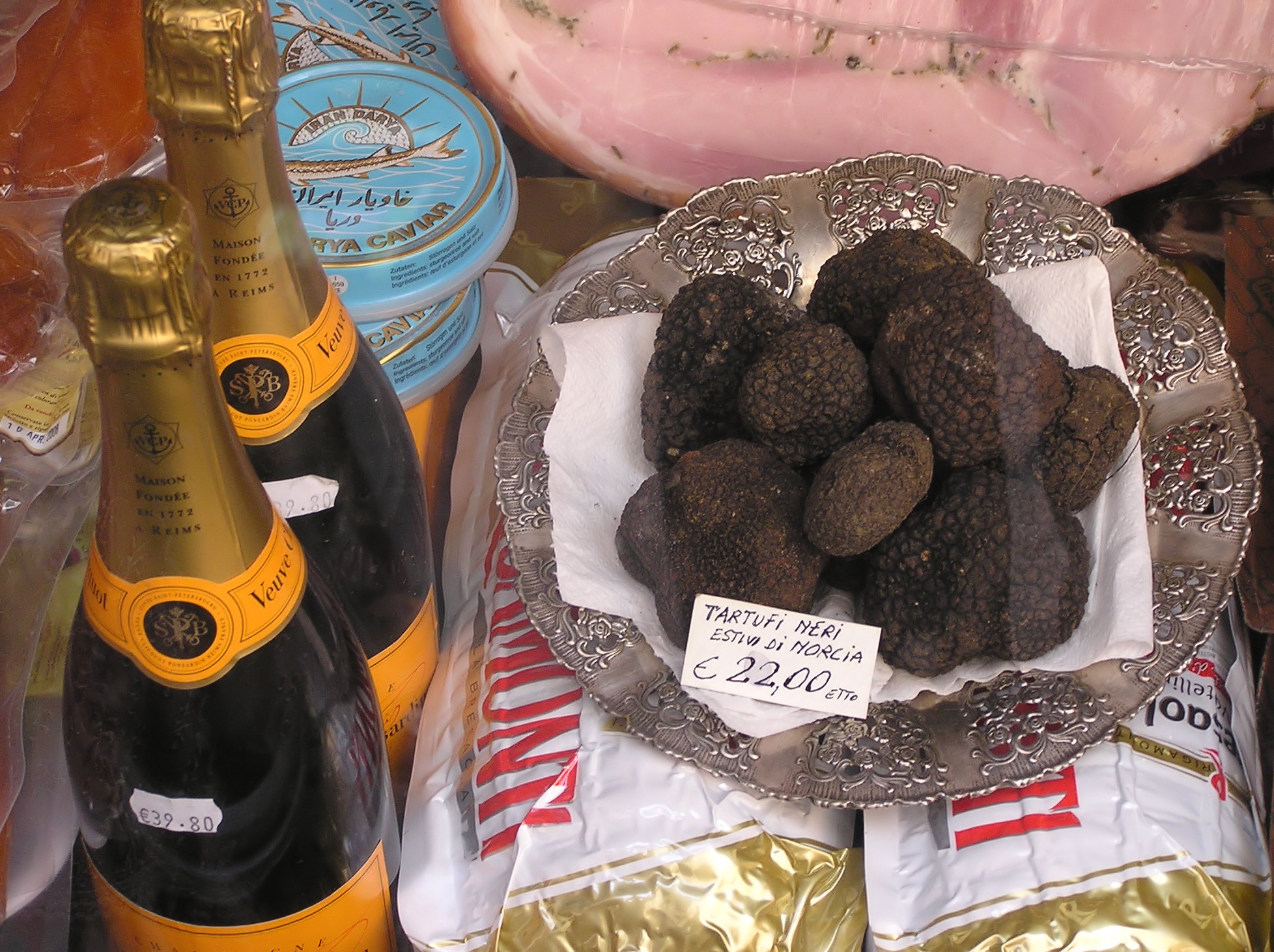
Trufas-de-verão em uma loja em Roma

#### De verão ou borgonhesa
A trufa-de-verão (Tuber aestivum [en]) é encontrada em toda a Europa e é valorizada por seu valor culinário. As trufas-borgonhesa (antes designadas Tuber uncinatum, mas pertencentes à mesma espécie) são colhidas no outono até dezembro e possuem polpa aromática de cor mais escura. Elas estão associadas a várias árvores e arbustos. São relativamente largas, indo de 2 a 10 cm de diâmetro.
Em 2024 foram pela primeira vez encontradas trufas de verão em Portugal na zona de Alenquer e Sobral de Monte Agraço, no distrito de Lisboa.

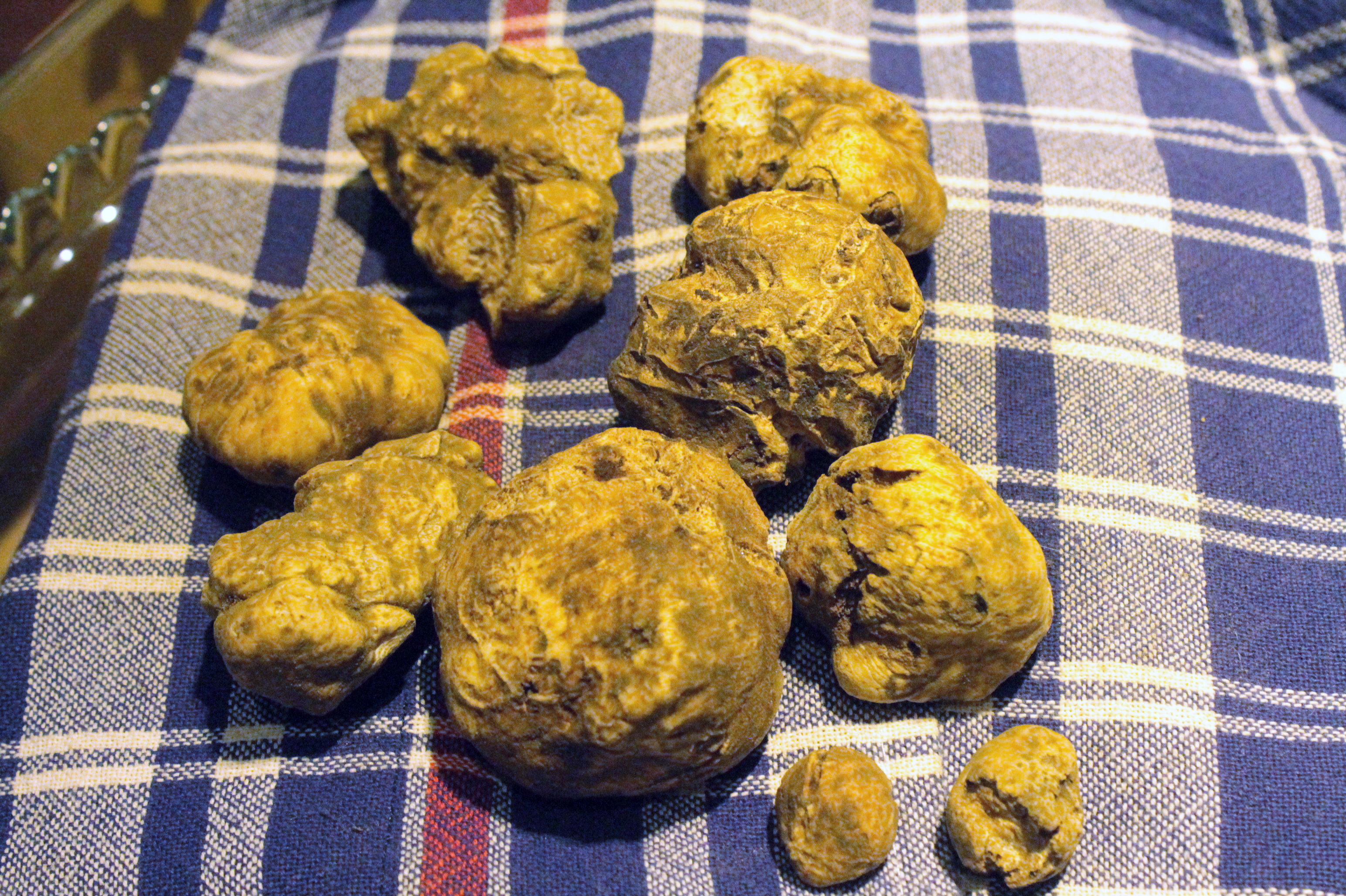
Trufas brancas de San Miniato

#### Branca

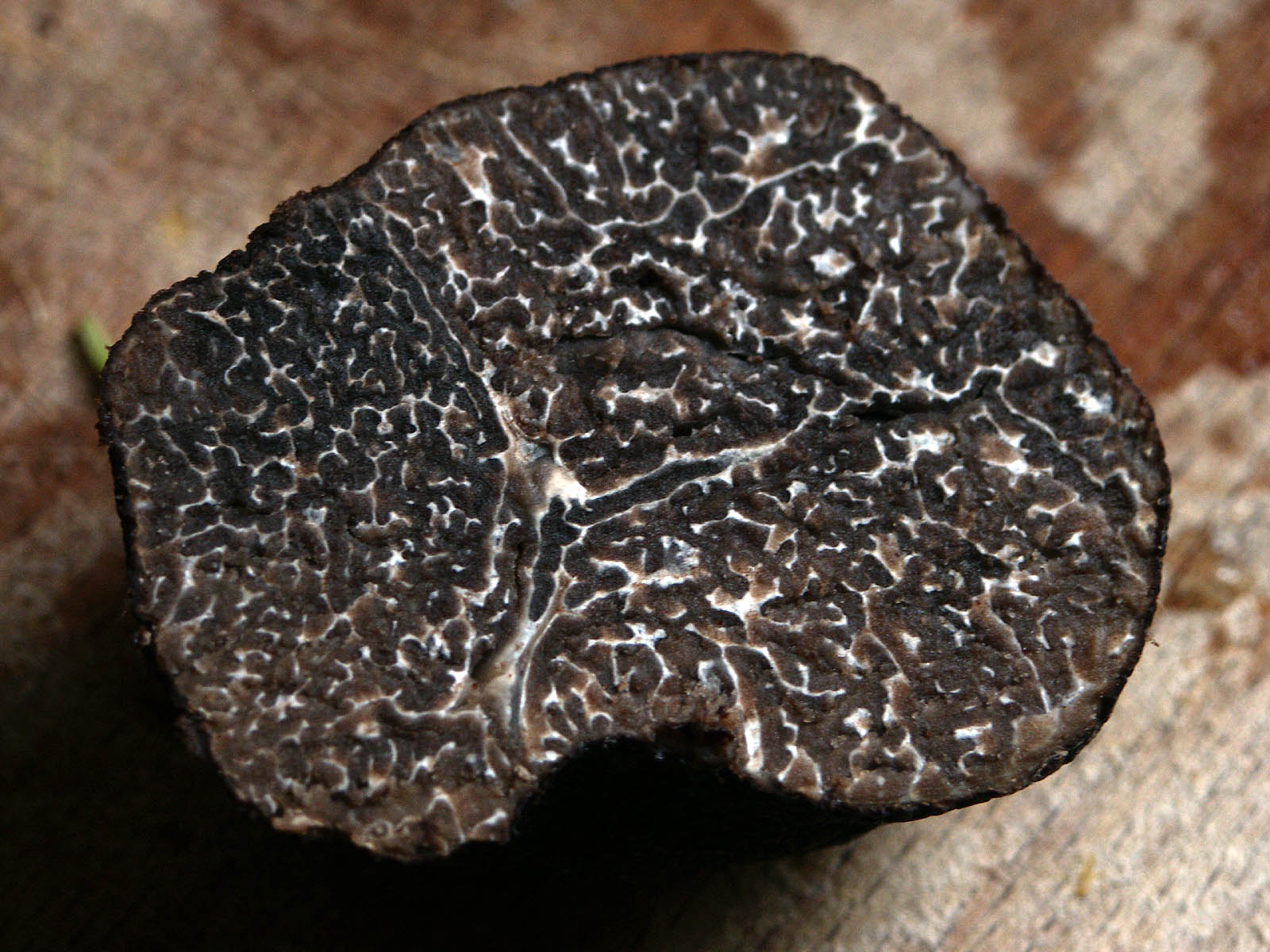
Trufa negra, corte transversal

Tuber magnatum [en], a trufa branca (em italiano, tartufo bianco) de alto valor, é encontrada principalmente nas áreas de Langhe e Montferrat da região do Piemonte, no norte da Itália, e, mais notavelmente, no entorno das cidades de Alba e Asti. Uma grande porcentagem das trufas brancas da Itália também vem de Molise.

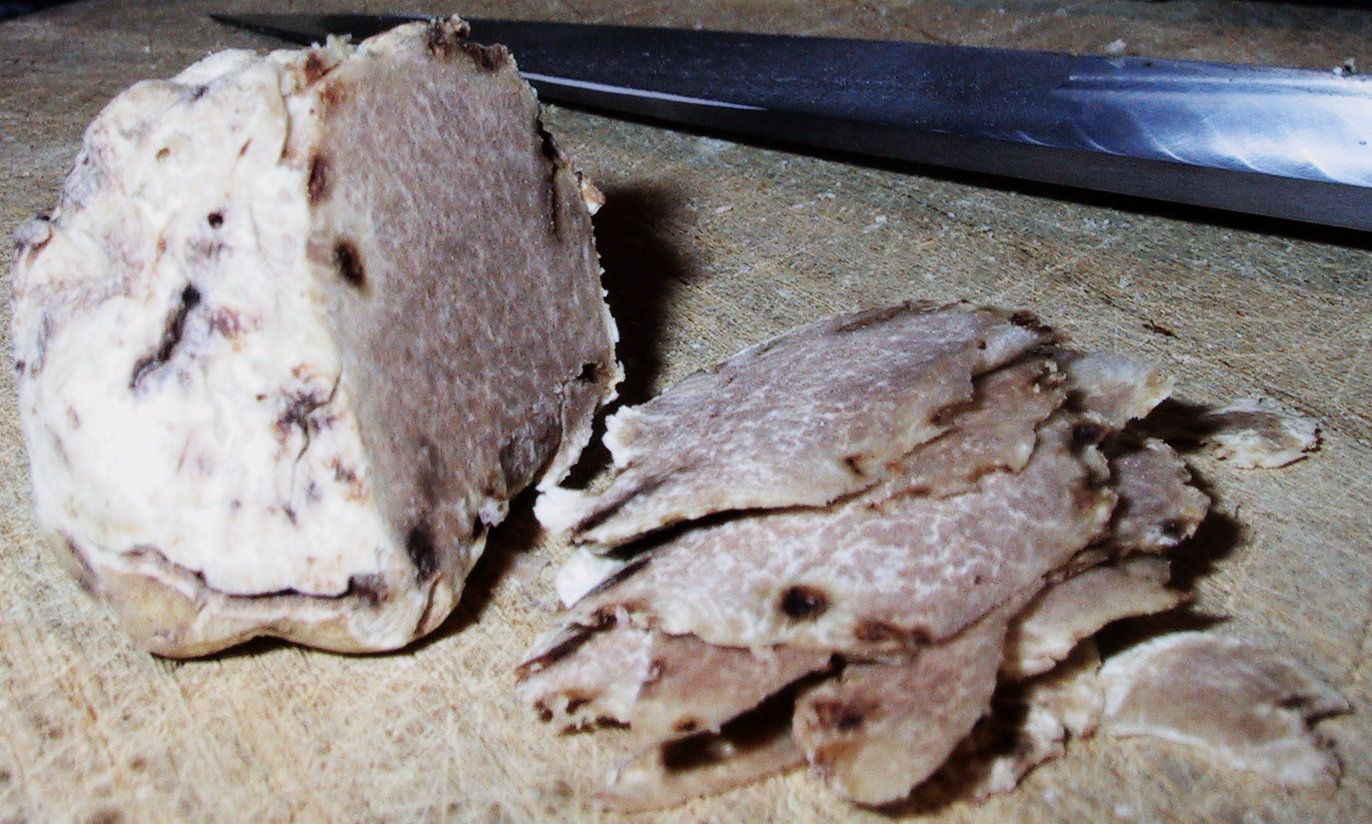
Trufa branca cortada em lâminas.

As trufas de Alba podem custar até 15 mil dólares o quilo. Uma trufa de 850 g foi leiloada na Feira Internacional das Trufas Brancas de Alba, perto de Turim, por € 85 mil em 2018.

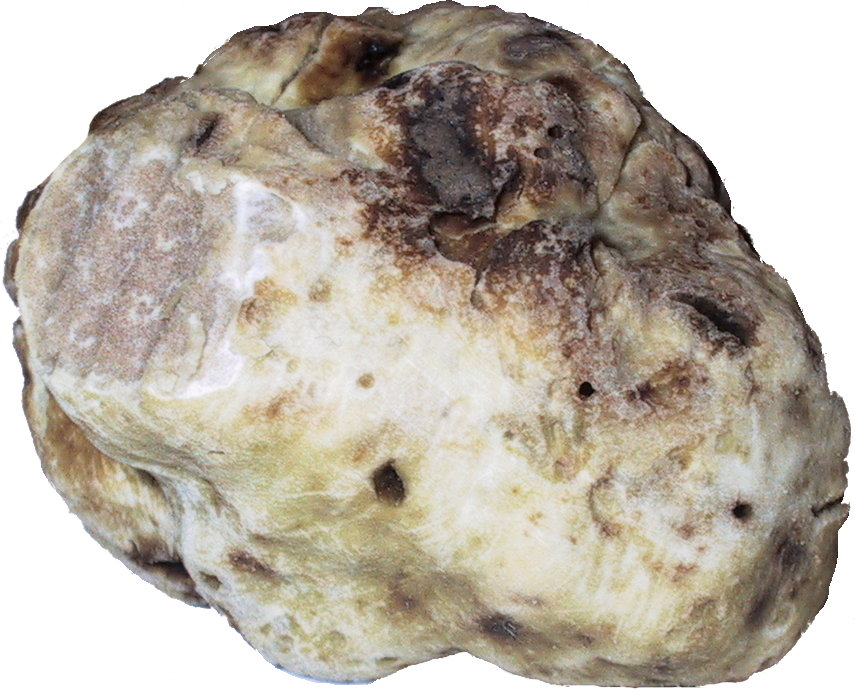
Uma trufa branca (T. magnatum) lavada e com um canto cortado para mostrar o interior

#### Toscana
A "trufa esbranquiçada", conhecida como trufa-toscana (Tuber borchii [en]), é uma espécie semelhante, nativa da Toscana, Abruzzo, Romanha, Úmbria, Marche e Molise. Diz-se que não é tão aromática quanto as brancas de Piemonte, embora as de Città di Castello sejam consideradas bastante próximas.

#### Outras espécies deTuber
Uma trufa menos comum é a trufa-negra-lisa (Tuber macrosporum [en]).
No noroeste do Pacífico, nos Estados Unidos, várias espécies de trufas são colhidas tanto para fins recreativos quanto comerciais, destacando-se Leucangium carthusianum, uma trufa negra do Oregon; Tuber gibbosum, a trufa branca primaveril do Oregon; e Tuber oregonense, a trufa branca invernal do Oregon. Kalapuya brunnea, a trufa marrom do Oregon, é colhida comercialmente e tem relevância culinária. As trufas brancas do Oregon estão sendo cada vez mais colhidas devido à sua alta qualidade e também são exportadas para outros países. O Oregon celebra sua tradição de colheita de trufas com um "festival de trufas", combinado com eventos culinários e degustações de vinhos.
A espécie Tuber lyonii [en] sin. texense é encontrada no sul dos Estados Unidos, geralmente associada a árvores nogueira-pecã. Chefes de cozinha que experimentaram com elas concordam que "são muito boas e têm potencial como commodity alimentar". Embora os produtores de noz-pecã costumassem descartá-las por considerá-las um incômodo, elas são vendidas por cerca de US$160 cada meio quilo e têm sido usadas em alguns restaurantes gourmet.

#### Além doTuber
O termo "trufa" tem sido aplicado a vários outros gêneros de fungos subterrâneos semelhantes. Os gêneros Terfezia e Tirmania, da família Terfeziaceae [en], são conhecidos como "trufas do deserto" da África e do Oriente Médio. Pisolithus tinctorius, historicamente consumido em partes da Alemanha, é por vezes chamado de "trufa da Boêmia".
Geopora spp. são parceiros ectomicorrízicos importantes de árvores em florestas e bosques em todo o mundo. Pinus edulis, uma espécie de pinheiro comum no sudoeste dos EUA, depende de Geopora para aquisição de nutrientes e água em ambientes áridos. Como outros fungos de trufas, Geopora produz corpos frutíferos subterrâneos como meio de reprodução sexual. Geopora cooperi é uma espécie comestível deste gênero.

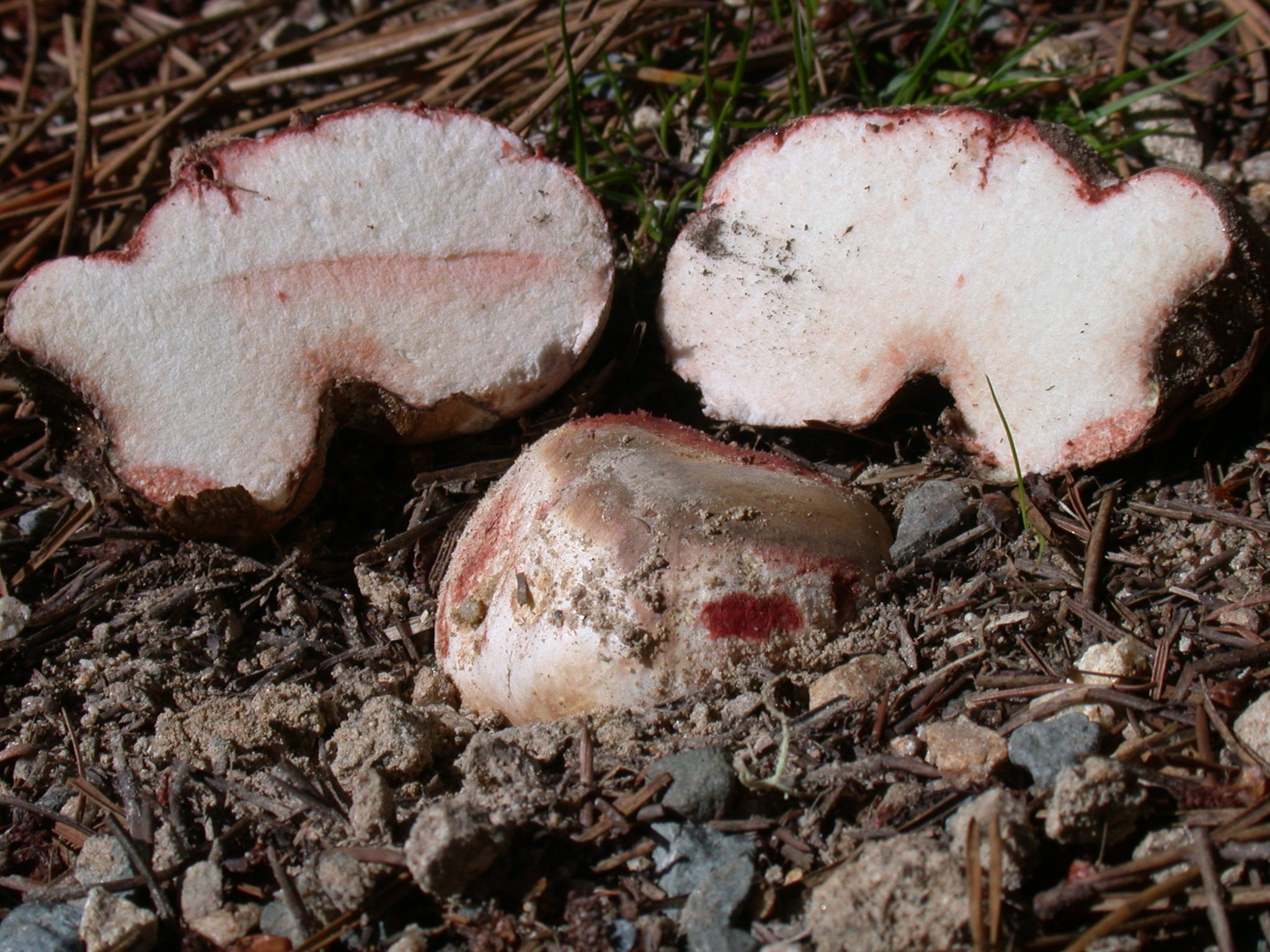
Trufa Rhizopogon

Rhizopogon spp. são membros ectomicorrízicos dos Basidiomycota e da ordem Boletales, um grupo de fungos que geralmente formam cogumelos. Como seus equivalentes ascomicetos, esses fungos podem criar corpos frutíferos semelhantes a trufas. Rhizopogon spp. são ecologicamente importantes em florestas coníferas, onde se associam a vários pinheiros, abetos e abetos de Douglas. Além de sua importância ecológica, esses fungos também possuem valor econômico. Rhizopogon spp. são comumente usados para inocular mudas de coníferas em viveiros e durante o reflorestamento.
Hysterangium spp. são membros ectomicorrízicos dos Basidiomycota e da ordem Hysterangiales que formam corpos frutíferos semelhantes às trufas verdadeiras. Esses fungos formam tapetes miceliais de hifas vegetativas que podem cobrir 25–40% do solo em florestas de abetos de Douglas, contribuindo para uma porção significativa da biomassa presente nos solos. Como outros fungos ectomicorrízicos, Hysterangium spp. desempenham um papel na troca de nutrientes no ciclo do nitrogênio, acessando nitrogênio indisponível para as plantas hospedeiras e funcionando como sumidouros de nitrogênio nas florestas.
Glomus spp. são espécies micorrízicas arbusculares do filo Glomeromycota dentro da ordem Glomerales. Membros desse gênero têm baixa especificidade de hospedeiro, associando-se a uma variedade de plantas, incluindo árvores de madeira dura, ervas, arbustos e gramíneas. Esses fungos ocorrem comumente em todo o Hemisfério Norte.
Membros do gênero Elaphomyces são frequentemente confundidos com trufas.

### Filogenia

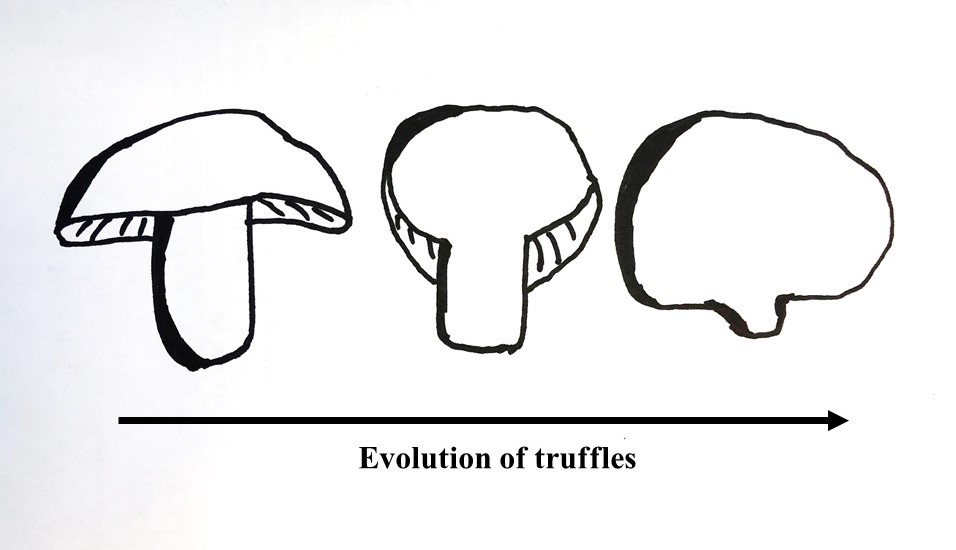
Evolução de corpos de frutificação subterrâneos a partir de cogumelos acima do solo

Análises filogenéticas demonstraram a evolução convergente do modo trófico ectomicorrízico em diversos fungos. O subfilo Pezizomycotina, que contém a ordem Pezizales, tem aproximadamente 400 milhões de anos. Dentro da ordem Pezizales, os fungos subterrâneos evoluíram independentemente pelo menos quinze vezes. As famílias Tuberaceae, Pezizaceae, Pyronematacae e Morchellaceae, contidas nos Pezizales, incluem linhagens de fungos subterrâneos ou trufas.
Os fósseis ectomicorrízicos mais antigos datam do Eoceno, cerca de 50 milhões de anos atrás. Esses espécimes foram preservados permineralizados in situ no sítio Princeton Chert, nas Terras Altas de Okanagan, do Eoceno. Isso indica que os corpos moles dos fungos ectomicorrízicos não fossilizam facilmente. Estudos baseados em relógios moleculares sugerem que a evolução dos fungos ectomicorrízicos ocorreu há cerca de 130 milhões de anos.
A evolução dos corpos frutíferos subterrâneos ocorreu várias vezes dentro dos Ascomycota, Basidiomycota e Glomeromycota. Por exemplo, os gêneros Rhizopogon e Hysterangium dos Basidiomycota formam basidiomas subterrâneos e desempenham papéis ecológicos semelhantes aos dos ascomicetos formadores de trufas. Os ancestrais dos gêneros Ascomycota, Geopora, Tuber e Leucangium, originaram-se em Laurásia durante a era Paleozoica.
Evidências filogenéticas sugerem que a maioria dos corpos frutíferos subterrâneos evoluiu a partir de cogumelos acima do solo. Com o tempo, os estipes e píleos dos cogumelos foram reduzidos, e os píleos começaram a envolver o tecido reprodutivo. A dispersão de esporos sexuais passou de depender do vento e da chuva para utilizar animais.
A filogenia e a biogeografia do gênero Tuber foram investigadas em 2008 usando espaçadores internos transcritos (ITS) de DNA nuclear, revelando cinco clados principais (Aestivum, Excavatum, Rufum, Melanosporum e Puberulum). Essa análise foi aprimorada e expandida em 2010 para nove clados principais, utilizando 28S de subunidades grandes (LSU) de rRNA de DNA mitocondrial. Os clados Magnatum e Macrosporum foram distinguidos como distintos do clado Aestivum. O clado Gibbosum foi identificado como distinto de todos os outros clados, e o clado Spinoreticulatum foi separado do clado Rufum.
O hábito da trufa evoluiu independentemente em vários gêneros de basidiomicetos. Análises filogenéticas revelaram que os corpos frutíferos subterrâneos de basidiomicetos, assim como os de ascomicetos, evoluíram a partir de cogumelos acima do solo. Por exemplo, as espécies de Rhizopogon provavelmente surgiram de um ancestral compartilhado com Suillus, um gênero formador de cogumelos. Estudos sugerem que a seleção por corpos frutíferos subterrâneos entre ascomicetos e basidiomicetos ocorreu em ambientes com limitação de água.

### Etimologia
A maioria das fontes concorda que o termo "trufa" deriva do termo do latim tūber por meio do latim vulgar tufera, que significa "inchaço" ou "caroço". Esse termo entrou em outras línguas por meio de dialetos do francês antigo.

## Ecologia
Os micélios das trufas formam relações simbióticas e micorrízicas com as raízes de várias espécies de árvores, incluindo faias, bétulas, avelaneiras, carpinos, carvalhos, pinheiros e choupos. Fungos ectomicorrízicos mutualistas, como as trufas, fornecem nutrientes valiosos às plantas em troca de carboidratos. Fungos ectomicorrízicos não sobrevivem no solo sem seus hospedeiros vegetais. De fato, muitos desses fungos perderam as enzimas necessárias para obter carbono por outros meios. Por exemplo, os fungos de trufas perderam a capacidade de degradar as paredes celulares das plantas, limitando sua capacidade de decompor detritos vegetais. As plantas hospedeiras também podem depender de seus fungos de trufas associados. Espécies de Geopora, Peziza e Tuber são vitais para o estabelecimento de comunidades de carvalhos.
As espécies de Tuber preferem solos argilosos ou calcários, bem drenados e de pH neutro ou alcalino. As trufas de Tuber frutificam ao longo do ano, dependendo da espécie, e podem ser encontradas enterradas entre a serapilheira e o solo. A maior parte da biomassa fúngica está nas camadas de húmus e serapilheira do solo.

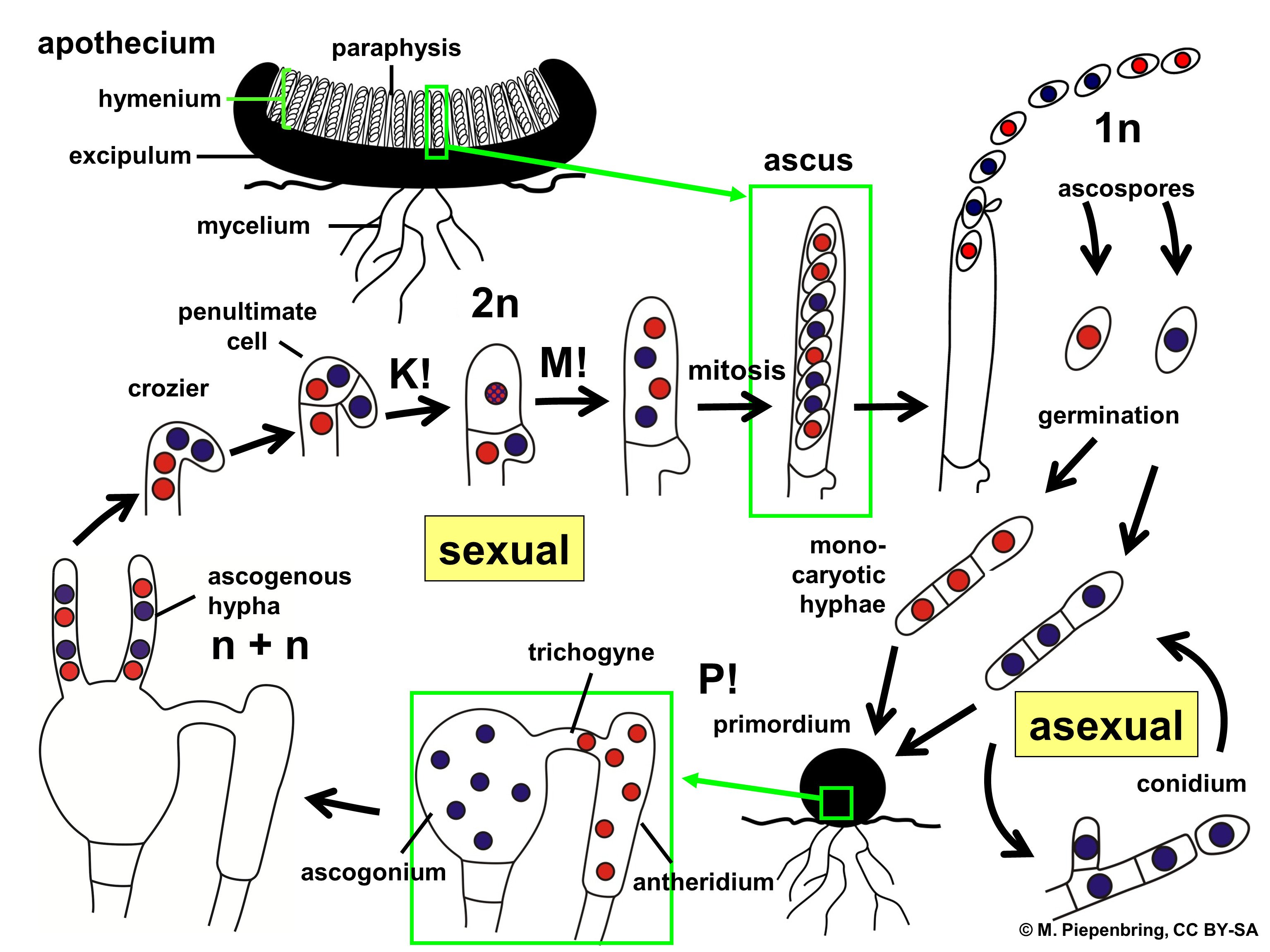
O ciclo de vida da ordem Pezizales em Ascomycota

A maioria das trufas produz esporos assexuados (mitosporos ou conídios) e esporos sexuais (meiosporos ou ascósporos/basidiósporos). Os conídios são produzidos mais facilmente e com menos energia do que os ascósporos, podendo se dispersar durante eventos de perturbação. A produção de ascósporos é intensiva em energia, pois o fungo deve alocar recursos para a formação de grandes corpos frutíferos. Os ascósporos são formados dentro de estruturas em forma de saco chamadas ascos, contidas no corpo frutífero.
Como os fungos de trufas produzem seus corpos frutíferos sexuais no subsolo, os esporos não podem ser dispersados pelo vento ou pela água. Assim, quase todas as trufas dependem de vetores animais micófagos para a dispersão de esporos. Isso é análogo à dispersão de sementes em frutos de angiospermas. Quando os ascósporos estão completamente desenvolvidos, a trufa exsuda compostos voláteis que atraem vetores animais. Para uma dispersão bem-sucedida, esses esporos devem sobreviver à passagem pelo trato digestivo dos animais. Os ascósporos possuem paredes espessas compostas de quitina para resistir ao ambiente dos intestinos dos animais.
Os vetores animais incluem aves, cervos e roedores como ratos, esquilos e tâmias. Muitas espécies de árvores, como Quercus garryana, dependem da dispersão de corpos frutíferos para inocular indivíduos isolados. Por exemplo, as bolotas de Q. garryana podem ser transportadas para novos territórios que carecem dos fungos micorrízicos necessários para seu estabelecimento.
Alguns animais micófagos dependem das trufas como sua principal fonte de alimento. Os esquilos-voadores-do-norte (Glaucomys sabrinus [en]), da América do Norte, participam de uma simbiose tripla com trufas e suas plantas associadas. G. sabrinus é particularmente adaptado para encontrar trufas usando seu olfato refinado, pistas visuais e memória de longo prazo de populações prósperas de trufas. Essa relação íntima entre animais e trufas influencia indiretamente o sucesso das espécies de plantas micorrízicas.
Após a dispersão dos ascósporos, eles permanecem dormentes até que a germinação seja iniciada por exsudatos liberados pelas raízes das plantas hospedeiras. Após a germinação, as hifas se formam e buscam as raízes das plantas hospedeiras. Ao chegarem às raízes, as hifas começam a formar um manto ou bainha na superfície externa das pontas das raízes. As hifas então entram no córtex radicular de forma intercelular para formar a rede de Hartig para troca de nutrientes. As hifas podem se espalhar para outras pontas de raízes, colonizando todo o sistema radicular do hospedeiro. Com o tempo, o fungo acumula recursos suficientes para formar corpos frutíferos. A taxa de crescimento está correlacionada com o aumento das taxas de fotossíntese na primavera, à medida que as árvores desenvolvem suas folhas.

### Troca de nutrientes
As trufas recebem carboidratos de suas plantas hospedeiras, fornecendo-lhes micro e macronutrientes valiosos. Os macronutrientes das plantas incluem potássio, fósforo, nitrogênio e enxofre, enquanto os micronutrientes incluem ferro, cobre, zinco e cloreto. Nas trufas, como em todas as ectomicorrizas, a maior parte da troca de nutrientes ocorre na rede de Hartig, a rede de hifas intercelular entre as células das raízes das plantas. Uma característica única dos fungos ectomicorrízicos é a formação do manto na superfície externa das raízes finas.
Foi sugerido que as trufas podem estar associadas às espécies de orquídeas Epipactis helleborine e Cephalanthera damasonium [en], embora isso não ocorra em todos os casos.

### Ciclo de nutrientes
As trufas são ecologicamente importantes no ciclo de nutrientes. As plantas obtêm nutrientes por meio de suas raízes finas. Os fungos micorrízicos são muito menores que as raízes finas, possuindo uma maior área de superfície e uma capacidade superior de explorar o solo em busca de nutrientes. A aquisição de nutrientes inclui a absorção de fósforo, nitrato ou amônio, ferro, magnésio e outros íons. Muitos fungos ectomicorrízicos formam tapetes fúngicos nas camadas superiores do solo ao redor das plantas hospedeiras. Esses tapetes apresentam concentrações significativamente mais altas de carbono e nitrogênio fixado do que os solos circundantes. Como esses tapetes são sumidouros de nitrogênio, a lixiviação de nutrientes é reduzida.
Os tapetes miceliais também ajudam a manter a estrutura do solo, segurando a matéria orgânica no lugar e prevenindo a erosão. Frequentemente, essas redes de micélio fornecem suporte para organismos menores no solo, como bactérias e artrópodes microscópicos. As bactérias se alimentam dos exsudatos liberados pelo micélio e colonizam o solo ao redor. Artrópodes microscópicos, como ácaros, alimentam-se diretamente do micélio e liberam nutrientes valiosos para a absorção por outros organismos. Assim, os fungos de trufas e outros fungos ectomicorrízicos facilitam um sistema complexo de troca de nutrientes entre plantas, animais e micróbios.

### Importância em ecossistemas de terras áridas
A estrutura das comunidades vegetais é frequentemente influenciada pela disponibilidade de fungos micorrízicos compatíveis. Em ecossistemas de terras áridas, esses fungos tornam-se essenciais para a sobrevivência das plantas hospedeiras, aumentando sua capacidade de resistir à seca. Uma espécie fundamental em ecossistemas de terras áridas do sudoeste dos EUA é o pinheiro Pinus edulis. O P. edulis associa-se aos fungos subterrâneos Geopora e Rhizopogon.
Com o aumento das temperaturas globais, a ocorrência de secas severas também cresce, afetando negativamente a sobrevivência das plantas em terras áridas. Essa variabilidade climática aumentou a mortalidade de P. edulis. Portanto, a disponibilidade de inóculo micorrízico compatível pode afetar significativamente o estabelecimento bem-sucedido de mudas de P. edulis.

### Constituintes voláteis
Os micélios ou corpos frutíferos liberam constituintes voláteis responsáveis pelo aroma natural das trufas ou derivados de microrganismos associados às trufas. A ecologia química dos voláteis das trufas é complexa, interagindo com plantas, insetos e mamíferos, que contribuem para a dispersão de esporos. Dependendo da espécie de trufa, ciclo de vida ou localidade, eles incluem:
- Voláteis de enxofre, presentes em todas as espécies de trufas, como sulfetos de mono- (DMS), di- (DMDS) e tri-dimetil (DMTS), além de 2-metil-4,5-diidrotiofeno, característico da trufa branca T. borchii e 2,4-ditiapentano, presente em todas as espécies, mas principalmente característico da trufa branca T. magnatum. Algumas trufas brancas muito aromáticas são notavelmente pungentes, podendo até irritar os olhos quando cortadas ou fatiadas.
- Metabólitos de constituintes de aminoácidos não sulfurados (hidrocarbonetos simples e ramificados), como etileno (produzido por micélios de trufas brancas, afetando a arquitetura radicular da árvore hospedeira), além de 2-metilbutanal, 2-metilpropanal e 2-feniletanol (também comum em leveduras de panificação).
- Voláteis derivados de ácidos graxos (álcoois C8 e aldeídos com um odor fúngico característico, como 1-octen-3-ol e 2-octenal). O primeiro é derivado do ácido linoleico e produzido pela trufa branca T. borchii madura.
- Derivados de tiofeno parecem ser produzidos por simbiontes bacterianos que vivem no corpo da trufa. O mais abundante desses, 3-metil, 4-5 diidrotiofeno, contribui para o aroma da trufa branca.[59][60]

Várias espécies e variedades de trufas são diferenciadas com base em seus conteúdos relativos ou ausência de sulfetos, éteres ou álcoois, respectivamente. O aroma almiscarado e suado das trufas é semelhante ao do feromônio androstenol, que também ocorre em humanos. Até 2010, os perfis voláteis de sete espécies de trufas negras e seis espécies de trufas brancas foram estudados.

## Extração
| Cão de trufas           | Porco de trufas                         |
| ----------------------- | --------------------------------------- |
| Olfato apurado          | Olfato apurado                          |
| Precisa de treinamento  | Habilidade inata para farejar trufas    |
| Mais fácil de controlar | Tendência a comer as trufas encontradas |

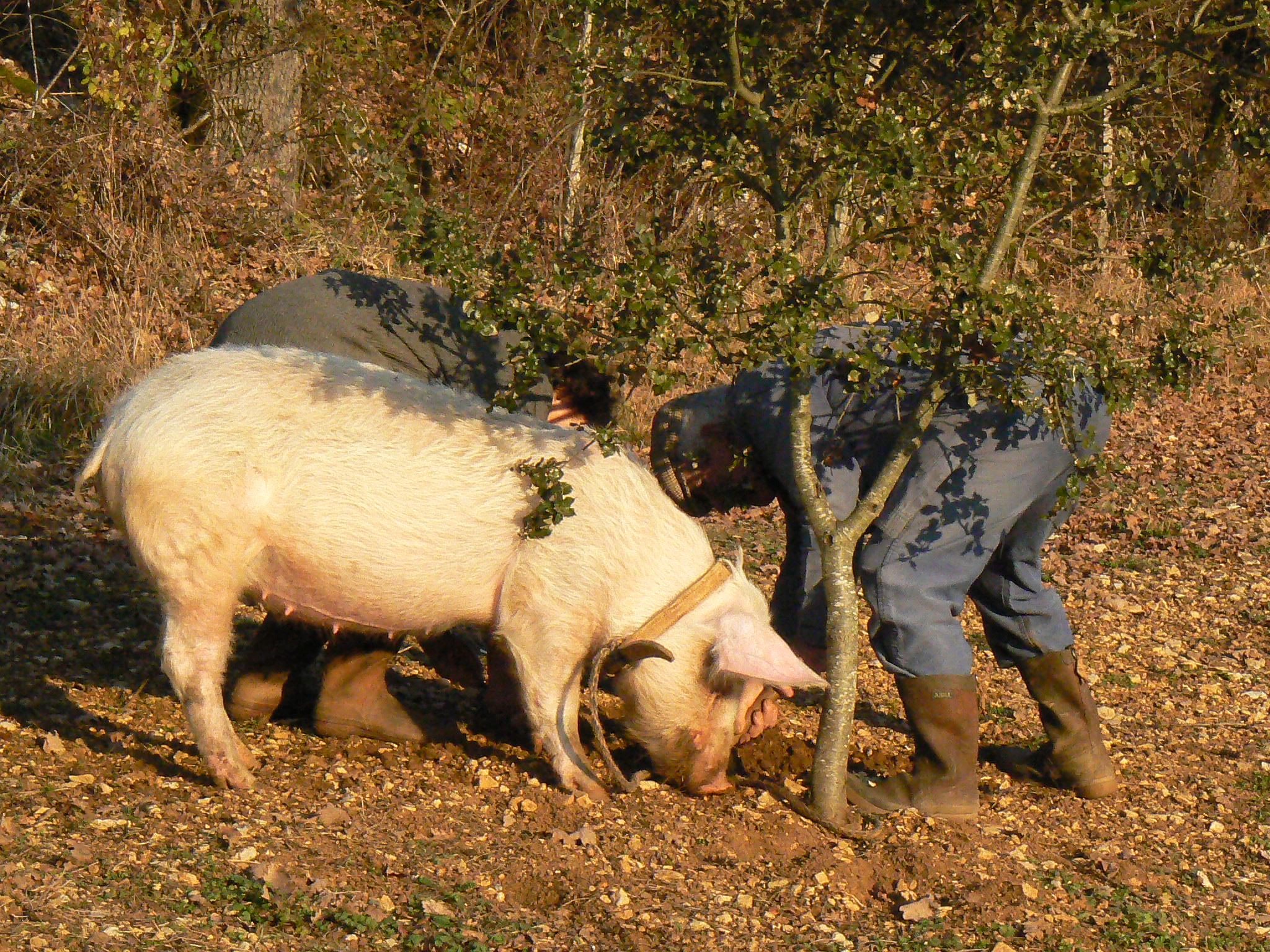
Um porco treinado para caçar trufas em Gignac, Lot, França

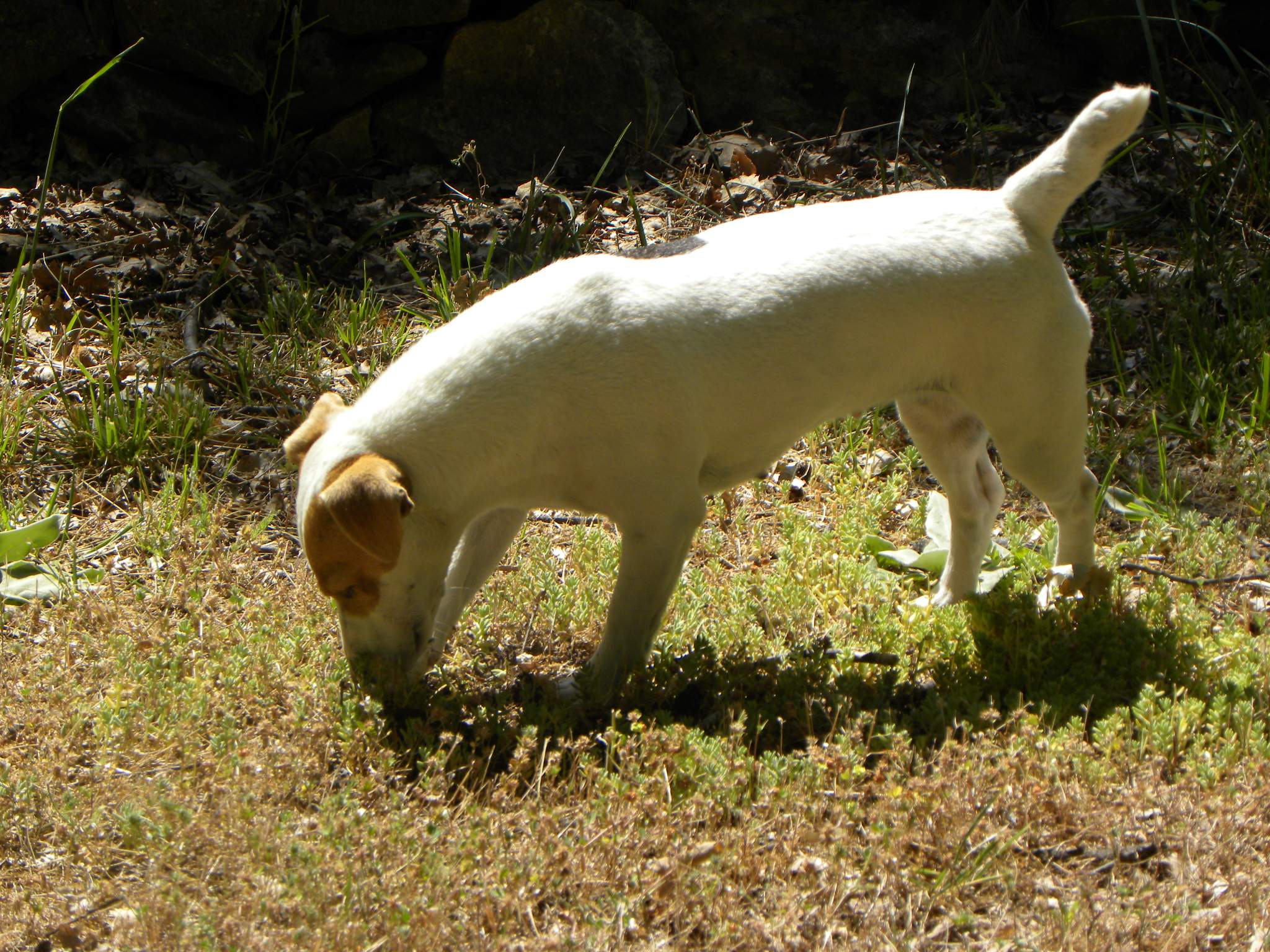
Um cão treinado para caçar trufas em Mons, Var, França

Como as trufas são subterrâneas, muitas vezes são localizadas com a ajuda de um animal (às vezes chamado de "trufeiro") com um olfato apurado. Tradicionalmente, porcos têm sido usados para extrair trufas. A habilidade natural da porca para buscar trufas e sua intenção de comê-las eram consideradas devido a um composto nas trufas semelhante ao androstenol, o feromônio sexual presente na saliva do javali, ao qual a porca é fortemente atraída. Estudos em 1990 demonstraram que o composto reconhecido tanto por porcos quanto por cães é o sulfeto de dimetila.
Na Itália, o uso de porcos para caçar trufas foi proibido desde 1985 devido aos danos causados pelos animais aos micélios das trufas durante a escavação, o que reduziu a taxa de produção da área por alguns anos. Uma alternativa aos porcos são os cães. Os cães oferecem uma vantagem, pois não têm um forte desejo de comer trufas, podendo ser treinados para localizar corpos frutíferos sem desenterrá-los. Porcos, por outro lado, tentam desenterrar as trufas.
Espécies de moscas do gênero Suillia também podem detectar os compostos voláteis associados aos corpos frutíferos subterrâneos. Essas moscas depositam seus ovos acima das trufas para fornecer alimento para suas crias. No nível do solo, moscas Suillia podem ser vistas voando acima das trufas.

## Cultivo

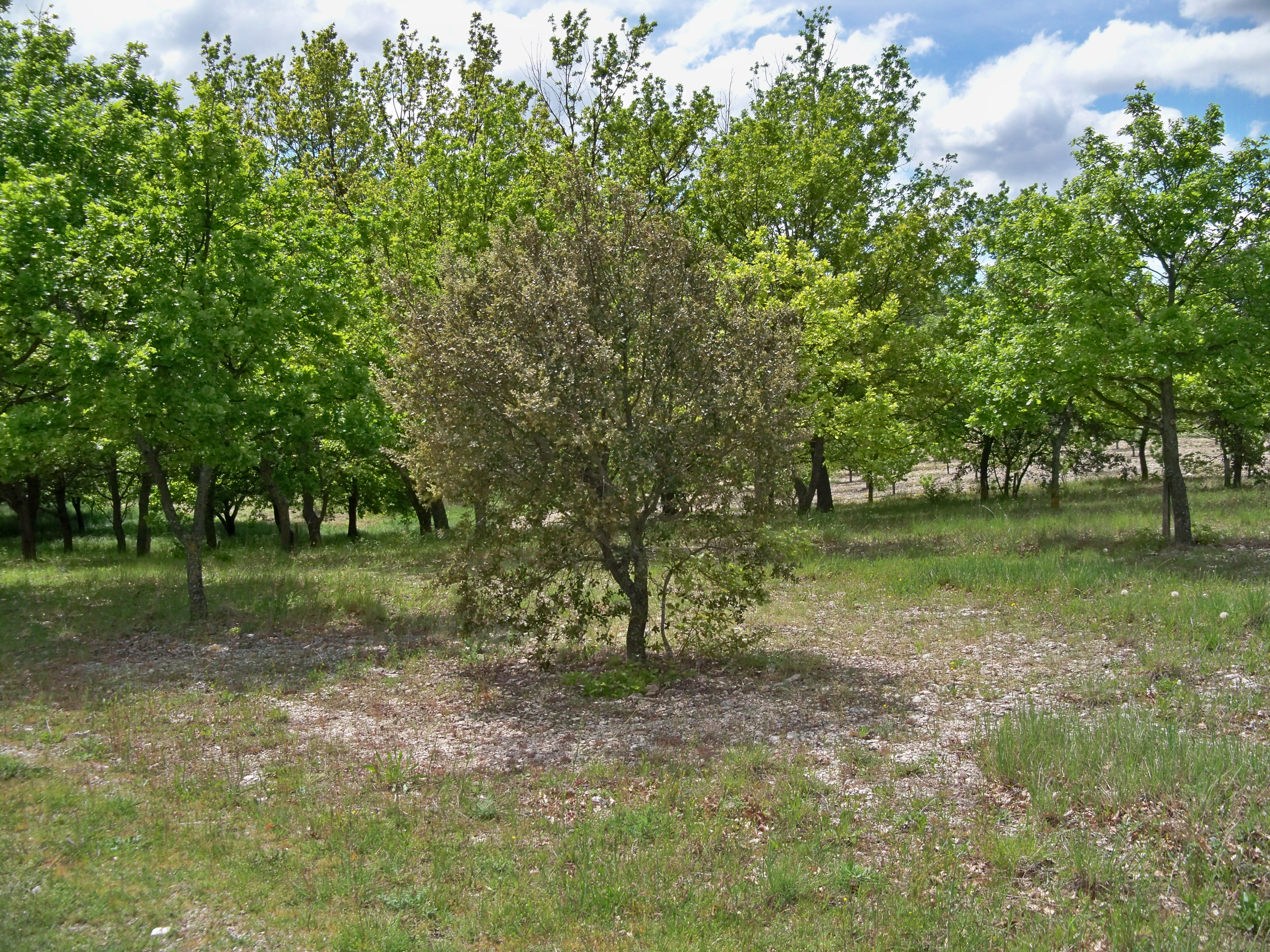
Trufeiras plantadas perto de Beaumont-du-Ventoux

As trufas resistiram por muito tempo às técnicas de cultivo, como notado por Jean-Anthelme Brillat-Savarin em 1825:

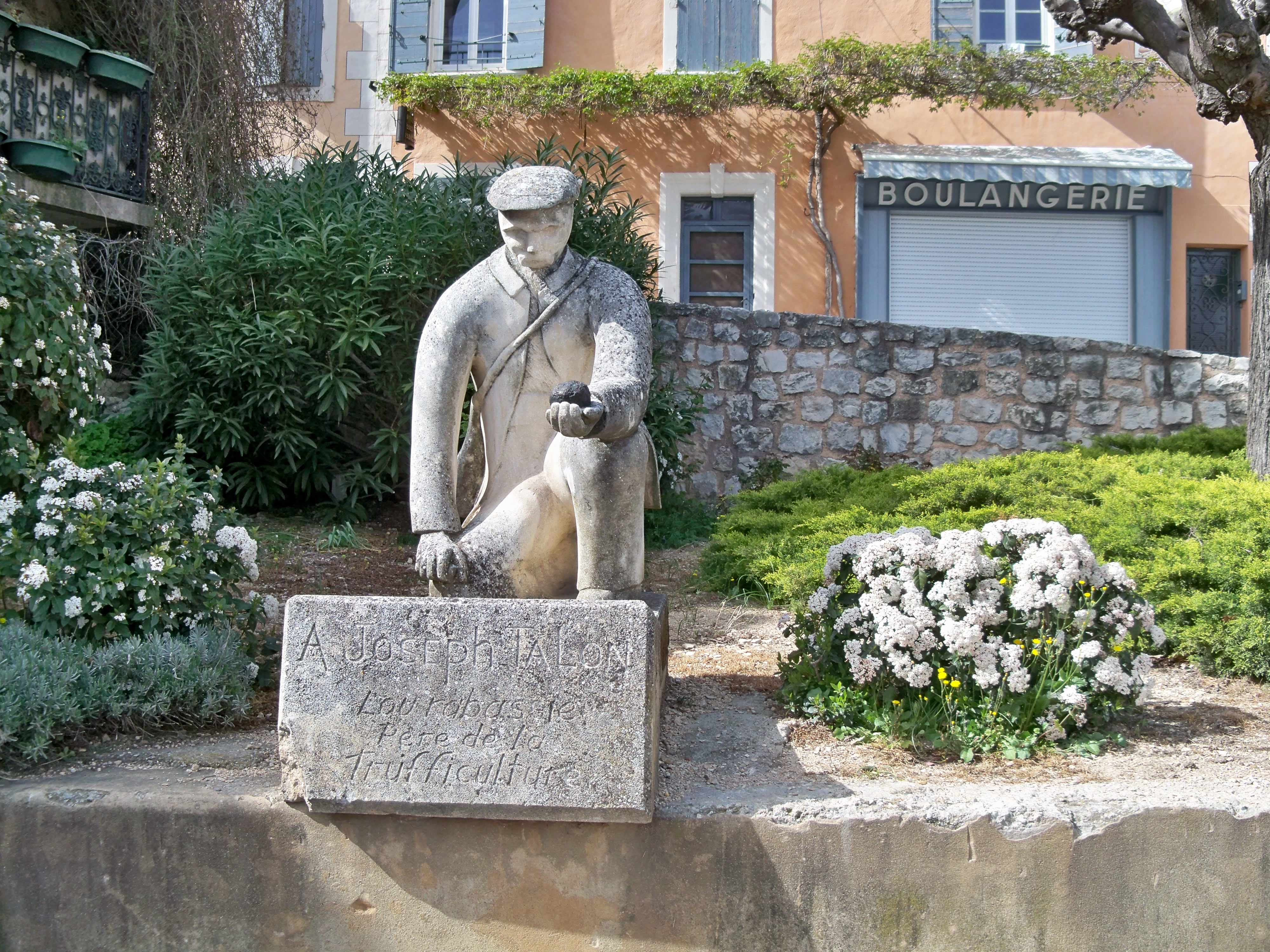
Estátua de Joseph Talon em Saint-Saturnin-lès-Apt

Os homens mais eruditos buscaram descobrir o segredo e imaginaram ter encontrado a semente. Suas promessas, no entanto, foram em vão, e nenhum plantio foi seguido por uma colheita. Talvez isso seja correto, pois, como um dos grandes valores das trufas é seu alto custo, talvez fossem menos valorizadas se fossem mais baratas.
As trufas podem ser cultivadas. Já em 1808, tentativas de cultivar trufas, conhecidas em francês como trufficulture, foram bem-sucedidas. As pessoas observavam há muito tempo que as trufas cresciam entre as raízes de certas árvores, e em 1808, Joseph Talon, de Apt (Vaucluse) no sul da França, teve a ideia de transplantar algumas mudas que ele coletou ao pé de carvalhos conhecidos por abrigar trufas em seu sistema radicular.
Por descobrir como cultivar trufas, algumas fontes agora atribuem prioridade a Pierre II Mauléon (1744–1831) de Loudun (no oeste da França), que começou a cultivar trufas por volta de 1790. Mauléon observou uma "simbiose evidente" entre o carvalho, o solo rochoso e a trufa, e tentou reproduzir esse ambiente plantando bolotas de árvores conhecidas por produzirem trufas em solo calcário. Seu experimento foi bem-sucedido, com trufas encontradas no solo ao redor dos carvalhos recém-crescidos anos depois. Em 1847, Auguste Rousseau, de Carpentras (em Vaucluse), plantou 7 hectares de carvalhos (novamente a partir de bolotas encontradas no solo ao redor de carvalhos produtores de trufas) e obteve grandes colheitas de trufas. Ele recebeu um prêmio na Exposição Universal de 1855 em Paris.

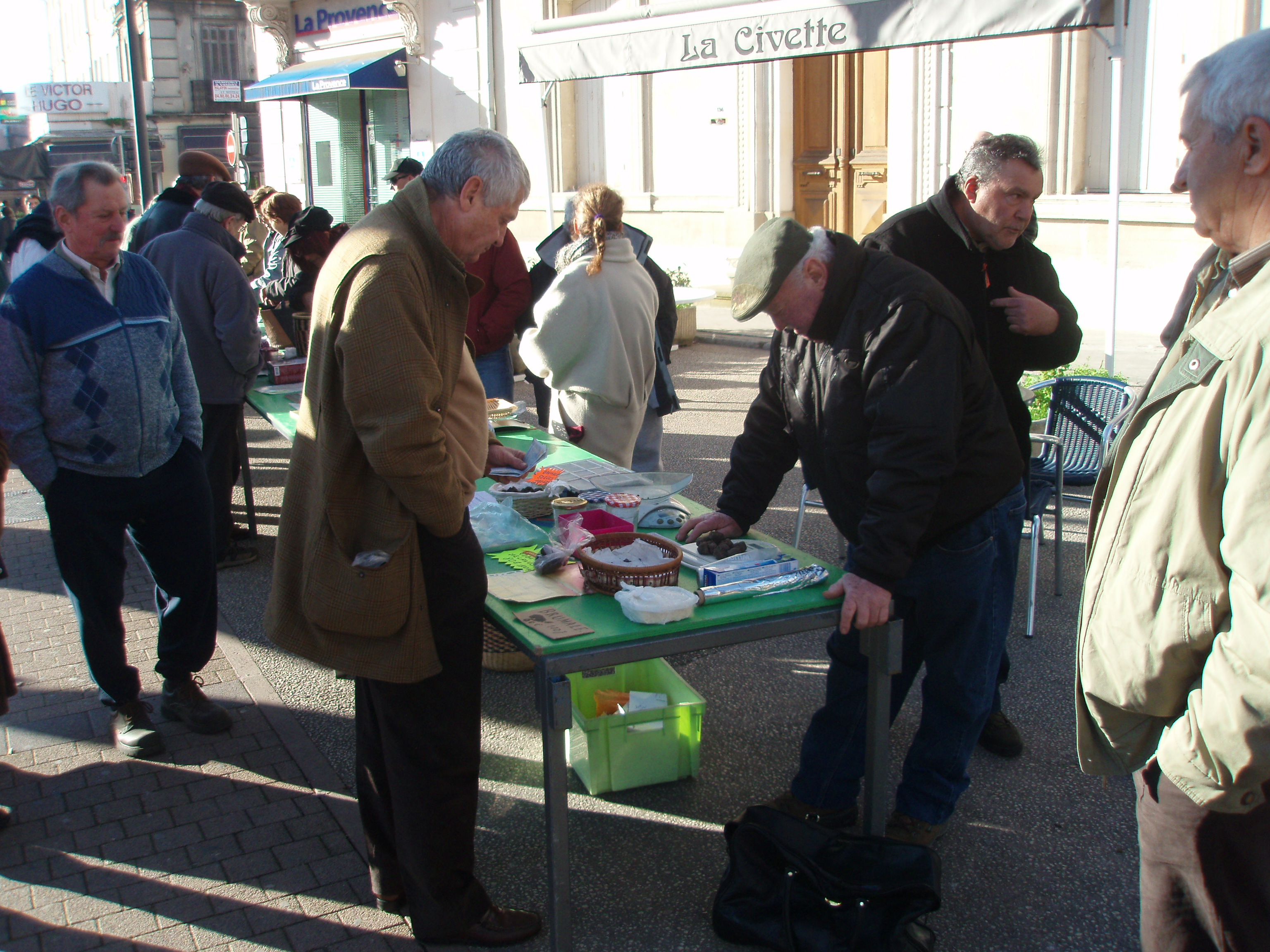
Um mercado de trufas em Carpentras, França

Outros imitaram essas tentativas bem-sucedidas na França e na Itália. No final do século XIX, uma epidemia de filoxera destruiu muitos dos vinhedos no sul da França. Outra epidemia matou a maior parte dos bichos-da-seda na região, tornando os campos de amoreiras inutilizáveis. O cultivo de trufas tornou-se uma importante fonte de renda para os afetados. Os solos calcários e expostos dos vinhedos eram bem adequados ao cultivo de trufas. Em 1890, as truffières (plantações de trufas) cobriam 750 km² de terra na França, e 2.000 toneladas de trufas foram produzidas naquele ano.
Do século XIX até o presente, a produção de trufas caiu de 97–99% para 20–50 toneladas anualmente. As razões apontadas para esse declínio incluem a Revolução Industrial, a subsequente migração rural e as múltiplas guerras europeias do século XX, que reduziram a população rural. Por exemplo, a Primeira Guerra Mundial resultou na mobilização de 65% dos trabalhadores agrícolas apenas da região de Lot. O conhecimento sobre o cultivo de trufas, o solo e as estações foi perdido junto com as pessoas. Outra consequência foi a ausência de ovelhas pastando ou pastores que podavam árvores para alimentação e lenha, de modo que as antigas plantações de trufas se transformaram em florestas fechadas que não produziam mais trufas. As trufas eram vendidas em mercados semanais (quinzenais no caso de um mercado em Martel, Lot) e em quantidades de duas a seis toneladas em boas semanas, mas hoje apenas Lalbenque e Limogne têm mercados semanais de trufas. Os preços aumentaram, de modo que as trufas, antes vistas como um alimento da classe média, tornaram-se um luxo.
A situação mudou no final dos anos 1960 e início dos anos 1970, com pesquisadores na França e na Itália estabelecendo micorrizas com esporos de trufas. A partir dos anos 1980, as plantações de trufas estão compensando parte do declínio das trufas selvagens e existem em vários países, incluindo França, Itália, Espanha e Austrália. Investimentos em plantações cultivadas estão em andamento em muitas partes do mundo, usando irrigação controlada para uma produção regular e resiliente.
Uma fase crítica do cultivo é o controle de qualidade das plantas micorrízicas. São necessários entre 7 e 10 anos para que as trufas desenvolvam sua rede micorrízica, e somente após isso as plantas hospedeiras entram em produção. Uma análise completa do solo para evitar contaminação por outros fungos dominantes e um controle rigoroso da formação de micorrizas são necessários para garantir o sucesso de uma plantação. O investimento total por hectare para uma plantação irrigada e selada contra barreiras (contra javalis) pode custar até €10.000. Considerando o nível de investimento inicial e o atraso na maturidade, agricultores que não cuidaram das condições do solo e das mudas correm alto risco de fracasso.

### Nova Zelândia e Austrália
As primeiras trufas negras (Tuber melanosporum) produzidas no Hemisfério Sul foram colhidas em Gisborne, Nova Zelândia, em 1993.
A primeira trufa-de-verão da Nova Zelândia foi encontrada em julho de 2012 em uma fazenda de trufas em Waipara. Ela pesava 330 g e foi encontrada pelo beagle do proprietário da fazenda.
Em 1999, as primeiras trufas australianas foram colhidas na Tasmânia, resultado de oito anos de trabalho. Árvores foram inoculadas com a trufa para criar uma indústria local de trufas. Seu sucesso e o valor das trufas resultantes incentivaram o desenvolvimento de uma pequena indústria.
A produção de trufas se expandiu para as regiões mais frias de Victoria, Nova Gales do Sul e Austrália Ocidental.
Em junho de 2014, um produtor colheu a maior trufa da Austrália em sua propriedade em Robertson, nas Terras Altas do Sul de Nova Gales do Sul. Era uma trufa negra Tuber melanosporum, pesando 1,172 kg e avaliada em mais de $2.000 por quilo.

### Estados Unidos
As trufas negras Tuber melanosporum foram cultivadas pela primeira vez no Tennessee em 2007. No auge da temporada de 2008–2009, uma fazenda produziu cerca de 90 quilos de trufas, mas a praga do fungo Anisogramma anomala destruiu quase completamente as avelaneiras até 2013, reduzindo a produção e praticamente encerrando o negócio. A praga também destruiu os pomares de outras fazendas promissoras no leste do Tennessee, enquanto novas fazendas na Califórnia, Carolina do Norte, Oregon e Arkansas foram iniciadas. Até 2022, a trufa dos Apalaches Tuber canaliculatum estava sendo desenvolvida como um potencial mercado.

## Usos

Trufa negra fatiada com massa no restaurante Spago em Las Vegas, Nevada

Devido ao seu alto preço e seu aroma intenso, as trufas são usadas com parcimônia. Podem ser encontradas comercialmente como produtos frescos não adulterados ou preservados, geralmente em uma leve salmoura.
Seus compostos químicos combinam bem com gorduras como manteiga, creme, queijos, abacates e creme de coco.
Como os aromas voláteis se dissipam rapidamente quando aquecidos, as trufas são geralmente servidas cruas e fatiadas sobre alimentos quentes e simples que destacam seu sabor, como massas com manteiga ou ovos. Fatias finas de trufa podem ser inseridas em carnes, sob a pele de aves assadas, em preparações de foie gras, em patês ou em recheios. Alguns queijos especiais também contêm trufas. Além disso, as trufas são usadas para produzir sal de trufa e mel de trufa.
Enquanto os chefs antes descascavam as trufas, nos tempos modernos, a maioria dos restaurantes escova as trufas cuidadosamente e as fatia ou corta em cubos com a casca para aproveitar ao máximo o ingrediente valioso. Alguns restaurantes cortam discos circulares da polpa da trufa e usam as cascas para molhos.

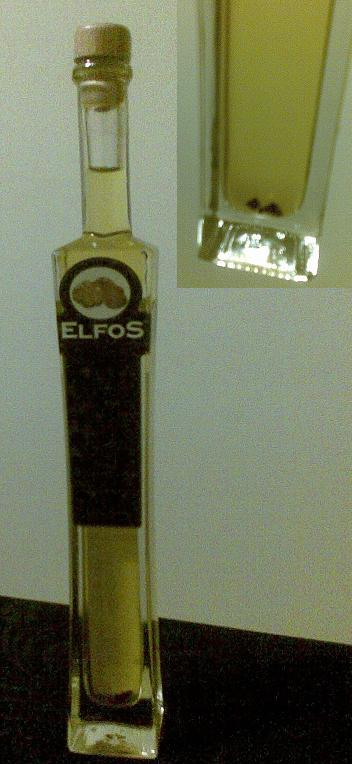
Óleo de trufa (azeite de oliva com Tuber melanosporum)

### Azeite
O azeite de trufa é usado como um substituto de menor custo e conveniente para as trufas, para fornecer sabor ou realçar o sabor e o aroma das trufas na culinária. Alguns produtos chamados "azeites de trufa" não contêm trufas ou incluem pedaços de variedades de trufas baratas e sem valor culinário, apenas para exibição. A grande maioria é azeite aromatizado artificialmente com um agente sintético, como 2,4-ditiapentano.

### Vodca
Como mais moléculas aromáticas das trufas são solúveis em álcool, elas podem carregar um sabor de trufa mais complexo e preciso do que o azeite, sem aromatizantes sintéticos. Mesmo assim, muitos produtores comerciais usam 2,4-ditiapentano, pois esse é o sabor predominante que a maioria dos consumidores, não expostos a trufas frescas, mas familiarizados com os azeites, associa a elas. Como a maioria dos países ocidentais não exige rotulagem de ingredientes para destilados, os consumidores frequentemente não sabem se foram usados aromatizantes artificiais. É usada como uma bebida alcoólica por si só, em misturas de coquetéis ou como aromatizante alimentar.

## História cultural

### Antiguidade
A primeira menção às trufas aparece nas inscrições dos neossumerianos sobre os hábitos alimentares de seus inimigos amoritas (Terceira Dinastia de Ur, século II a.C.) e mais tarde nos escritos de Teofrasto no século IV a.C. Nos tempos clássicos, sua origem era um mistério que desafiava muitos; Plutarco e outros pensavam que elas resultavam de raios, calor e água no solo, enquanto Juvenal acreditava que trovões e chuvas eram fundamentais para sua origem. Cícero as considerava filhas da terra, enquanto Dioscórides pensava que eram raízes tuberosas.
Roma e Trácia no período clássico identificaram três tipos de trufas: Tuber melanosporum, T. magnificus e T. magnatum. Os romanos, no entanto, usavam uma variedade de fungo chamada terfez, da família Terfeziaceae, também conhecida como "trufa do deserto". O terfez usado em Roma vinha de Lesbos, Cartago e, especialmente, da Líbia, onde o clima costeiro era menos seco na antiguidade. Sua substância é pálida, com tons rosados. Diferentemente das trufas, o terfez tem pouco sabor inerente. Os romanos usavam o terfez como um veículo de sabor, pois ele tende a absorver os sabores ao seu redor. Como a culinária romana antiga usava muitos temperos e aromatizantes, o terfez pode ter sido apropriado nesse contexto.

### Idade Média
As trufas foram raramente usadas durante a Idade Média. A caça de trufas é mencionada por Bartolomeo Platina, historiador papal, em 1481, quando ele registrou que as porcas de Notza eram inigualáveis na caça de trufas, mas deveriam ser amordaçadas para evitar que comessem o prêmio.

### Renascimento e modernidade
Durante o Renascimento, as trufas recuperaram popularidade na Europa e eram honradas na corte do rei Francisco I da França. Elas eram populares nos mercados parisienses na década de 1780, importadas sazonalmente de áreas produtoras de trufas, onde os camponeses já as apreciavam há muito tempo. Brillat-Savarin (1825) observou que eram tão caras que apareciam apenas nas mesas de grandes nobres e mulheres mantidas. Às vezes, eram servidas com peru.